# Устинов, Алексей Михайлович
Алексе́й Миха́йлович Усти́нов (17 сентября 1879, Саратовская губерния — 26 сентября 1937, Таллин, Эстония) — эсер-максималист, делегат Всероссийского учредительного собрания, член ВЦИК. Советский дипломат, полномочный представитель СССР в Греции (1924—1929) и в Эстонии (1934—1937).

## Биография
Родился в имении Беково Сердобского уезда (Саратовская губерния) в семье богатого помещика Михаила Адриановича Устинова (один из внуков миллионщика М. А. Устинова). С 1892 по 1898 год обучался в Московской частной гимназии Креймана. Наследственное имение получил в с. Соколка в объёме 4 000 десятин земли. Всю землю продал крестьянам за низкую цену. В 1904 году окончил историко-филологический факультет Московского университета. В 1917 году он также получил диплом на агрономическом отделении Цюрихского технического университета.
В 1902 году начал участвовать в революционном движении, а в 1906 году примкнул к эсерам. В Партии социалистов-революционеров (ПСР) являлся сторонником аграрного террора и был идеологически близок к эсерам-максималистам. В 1906—1907 годах работал в Саратовской женской гимназии преподавателем истории. Был подозреваемым по делу о покушении на земского начальника Сердобского уезда.
Летом 1907 года был направлен ЦК ПСР на восстановление разгромленного охранкой Петербургского комитета ПСР, но уже 13 июля он был арестован по доносу провокатора. В 1908 году по решению суда он был выслан в Вологодскую губернию, одновременно лишившись дворянства.
С 1908 по 1917 год находился в эмиграции во Франции и Швейцарии, где участвовал в интернационалистских социалистических организациях. С 1915 года он был членом Комитета помощи военнопленным, который, как отмечала русская агентура за рубежом, готовил народное восстание в России после войны. К осени 1916 года созданная им группа организовала в лагерях русских военнопленных свыше 400 кружков, сам же Устинов работал среди офицеров и интеллигентов.
Вернулся в Россию в апреле 1917 года вместе с Лениным и начал работать в Гельсингфорсе. В 1917 году был исключён из ПСР «за большевизм», а в июле арестован. Из «Крестов» Устинов (как и Прошьян) был освобождён лишь после провала корниловского выступления. Он был избран делегатом II Всероссийского съезда Советов рабочих и солдатских депутатов и членом Исполкома Всероссийского Совета крестьянских депутатов. Кроме того он стал членом ВЦИК второго, третьего и пятого созывов и входил в состав Предпарламента.
В период Октябрьской революции был членом Петроградского Военно-революционного комитета. Одновременно он избрался в члены Учредительного собрания по Саратовскому избирательному округу от эсеров и Совета крестьянских депутатов (список № 12), стал левым эсером и соавтором закона о социализации земли.
Кроме того, после прихода к власти большевиков, выступил в роли основателя Партии «революционных коммунистов», а в 1920 году вступил в РКП(б). В 1921—1923 годах работал сначала заведующим бюро печати, затем первым посланником полпредства РСФСР в Германии. В 1924 году — генеральный секретарь союзной делегации по переговорам с Румынией. С 1924 по 1929 год являлся полпредом СССР в Греции. Одно время работал в разведуправлении РККА. С 1930 по 1931 год — уполномоченный НКИД СССР при СНК Грузинской ССР. С января 1934 по 1937 год полпред СССР в Эстонии, где скоропостижно умер 26 сентября 1937 года.
В 1907—1928 годах был женат на Евгении Александровне Григорович, затем на Наталье Алексеевне Устиновой.
Похоронен в Москве на Донском кладбище.

## Произведения
- Статья «Наш путь»
- Письмо в редакцию газеты «Социалист-Революционер»